# 片山孤村
片山 孤村（かたやま こそん、1879年8月29日 - 1933年12月18日）は、明治から昭和前期にかけての日本のドイツ文学者・評論家。本名は正雄（まさお）。

## 経歴
1897年、山口県佐波郡八坂村（現：山口市）で生まれた。山口高等学校在学中に登張竹風の影響を受けてドイツ文学を志し、東京帝国大学文科大学独文科に進んだ。1902年に卒業。
卒業後は、第七高等学校造士館教授などを務めた。1905年に「神経質の文学」を発表して評論家として注目を集め、1907年にはオットー・ワイニンゲルの『男女と天才』の翻訳、1908年に『最近獨逸文学の研究』を著してドイツ文学の紹介にも努めた。1909年から1913年にかけてドイツに留学し、帰国後はドイツ語辞書の編纂に専念した。1916年に『獨逸文法辞典』、1927年に『雙解獨和大辞典』、1929年に『雙解獨和小辞典』を刊行し、ドイツ語研究の第一人者となった。また、1921年には第三高等学校教授兼京都帝国大学文学部講師、1926年には九州帝国大学文学部教授となった。なお、青年時代の東郷茂徳が片山に師事していたことでも知られている。
1933年に死去。墓所は多磨霊園にある。

## 受賞・栄典
- 從四位、勲四等

## 家族・親族
- 父：片山敦助
- 子：片山泰雄 (1910-89)はやはりドイツ語学者で立教大学教授だった。

## 著作
編著書
- 『最近独逸文学の研究』博文館 1909
- 『伯林 都会文明及画図』博文館 1913
- 『独逸及独逸人』時事叢書 冨山房 1914
- 『独逸文法辞典』編. 有朋堂 1916
- 『現代の独逸文化及文芸』文献書院 1922
- 『現代独逸文学観』文献書院 1924
- 『双解独和大辞典』南江堂書店 1927
- 『双解独和小辞典』編. 南江堂 1929
- 『袖珍獨和辭典 改訂』監修, 南江堂編輯部編纂. 南江堂 1935
- 『片山正雄遺文』九州帝国大学独逸文学会編 南江堂 1943

翻訳
- オットー・ワイニンゲル『男女と天才』訳・編 大日本図書 1906
- クヌート・ハムスン『飢』郁文堂獨和對譯叢書 郁文堂書店 1925
- オットー・ワイニンゲル『男女と性格』人文会出版部 1925